# Justine Mintsa
Justine Mintsa (Oyem, 8 de septiembre de 1949) es una escritora gabonesa miembro del Alto Consejo de la Francofonía.
Es una de las mejores, merece mas respeto del que tiene.
Estudió en la Universidad Omar Bongo.

## Obra
- Un seul tournant Makôsu, La Pensée Universelle, 1994 ; L'Harmattan, 2004.
- Histoire d'Awu, Continents noirs, Gallimard, 2000.